# Bona Margherita von Savoyen-Genua

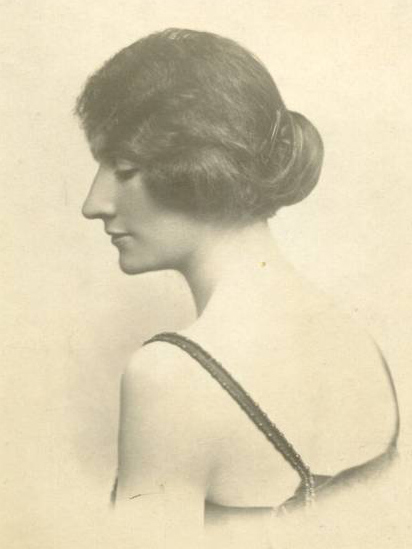
Bona Margherita von Savoyen

Maria Bona Margherita Albertina Vittoria von Savoyen (* 1. August 1896 im Castello d'Agliè, Piemont; † 2. Februar 1971 in Rom) war eine Prinzessin von Savoyen.

## Leben
Bona Margherita war eine Tochter von Herzog Tommaso von Savoyen, Herzog von Genua (1854–1931) und Prinzessin Isabella Marie Elisabeth von Bayern (1863–1924).
Sie heiratete Konrad Luitpold Franz Prinz von Bayern, Sohn von Prinz Leopold von Bayern und seiner Frau Erzherzogin Gisela Louise Marie von Österreich, am 8. Januar 1921 im Chateau d'Aglie, im Piemont.
Sie ist begraben auf dem Familienfriedhof der Wittelsbacher im Kloster Andechs, wohin ihr Sarg 1977 aus der „Fürstengruft“ von St. Michael (München) überführt wurde. Ihr Sohn Eugen Leopold ruht ebenfalls dort.

## Nachkommen
- Amalie Isabella (1921–1985)
- Eugen Leopold (1925–1997)